# Macrotrachela ehrenbergi
Macrotrachela ehrenbergi är en hjuldjursart som först beskrevs av Oliver Erichson Janson 1893.  Macrotrachela ehrenbergi ingår i släktet Macrotrachela, och familjen Philodinidae. Arten är reproducerande i Sverige.